# Rudolf Krečmer
Rudolf Krečmer (Praga, 31 de desembre de 1950) és un director d'orquestra txec.
Nascut en una família de músics, el seu padrastre era el director Václav Neumann. Va estudiar al Conservatori de Praga. Es va graduar a l'Acadèmia de les Arts Escèniques de Praga. Va rebre classes magistrals en direcció a l'Acadèmia de Viena el 1974 amb Hans Swarovsky. El 1981 va completar els estudis a l'Òpera Estatal de Baviera a Múnic.